# Csath Magdolna
Csath Magdolna (Újpest, 1943. december 15. –) közgazdász, egyetemi tanár.

## Élete
Értelmiségi családban született. A Marx Károly Közgazdaságtudományi Egyetemet 1966-ban végezte el, 1967–68-ban alkalmazott matematikát tanult az Eötvös Loránd Tudományegyetemen. 1969-ben megnyerte a magyar televízió által rendezett „Fiatalok Közgazdasági Versenye” országos vetélkedőt. 1972–73-ban elvégezte a London Business School (Anglia) MBA programját. 1996-tól habilitált doktor gazdálkodástudományból a Budapesti Közgazdaságtudományi Egyetemen. A közgazdaságtudomány doktora fokozatot az MTA-nál szerezte, 1991-ben.
1999 és 2002 között Széchenyi professzori ösztöndíj segítette oktató-kutató munkáját.
Öt évig az USA-ban, egy évig Nagy-Britanniában oktatott. Az USA-ban elnyerte a „L. J. Buchan Distinguished Professorship Award” díjat. A szociális piacgazdaság híve. Véleménye szerint a gazdaság van az emberért, és nem az ember a gazdaságért. Különösen foglalkoztatja a magyar gazdaság tudásra, innovációra, emberre építő fejlesztésének lehetősége. 
Több mint 100 publikációja jelent meg itthon és külföldön. A Kairosz Kiadónál 2015-ben megjelent „Rendszerváltás a gazdaságban, avagy hogyan tűnt el a magyar ipar”, illetve a 2014-ben a Nemzeti Közszolgálati Egyetem gondozásában megjelent „Közgazdaságtan: Társadalom-gazdaságtan, makroökonómiai alapok.” Ennek szerzője és szerkesztője. 
Legtöbbet idézett könyve a „Stratégiai tervezés a 21. században” és a „Versenyképesség menedzsment” (Nemzeti Tankönyvkiadó 2004, 2010). Angolul és németül beszél. 2019-ben a Szent István Egyetem emeritus professzora, a Nemzeti Közszolgálati Egyetem magántanára és kutatóprofesszora, valamint a Prágai Közgazdaságtudományi Egyetem vendégprofesszora.
2017 márciusától a Nemzeti Versenyképességi Tanács tagja.

## Politikai szerepvállalása
2002-ben az országgyűlési választásokon a MIÉP jelöltjeként indult.
2024-ben a Mi Hazánk köztársaságielnök-jelöltje lett.

## Művei
- Operációkutatási módszerek a vállalati gyakorlatban. Előadásvázlatok; fel. szerk. Csath Magdolna; Statisztikai, Bp., 1970
- Operációkutatás; szerk. Csath Magdolna; Számítástechnikai Oktató Központ, Bp., 1972
- Szimulációs modellek a vállalati gyakorlatban; KGTMTI, Bp., 1976 (Időszerű gazdaságirányítási kérdések)
- Operációkutatási módszerek / Operations research methods; szerk. Csath Magdolna; KSH Nemzetközi Számítástechnikai Oktató és Tájékoztató Központ, Bp., 1977
- Hatékonysági vizsgálatok a vállalati döntések megalapozására. Operációkutatási módszerek alkalmazása a hatékonysági vizsgálatokban; KG Informatik, Bp., 1977 (Időszerű gazdaságirányítási kérdések)
- Horváth László–Csath Magdolna: Stratégiai tervezés. Elmélet és gyakorlat; Közgazdasági és Jogi, Bp., 1983
- Stratégiai vezetés, vállalkozás; Közgazdasági és Jogi, Bp., 1990
- Stratégiai tervezés és vezetés; "Leadership" Vezetés- és Szervezetfejlesztési és Tanulást Segítő Kft., Sopron–Bp., 1993 (Vezetési szakkönyvsorozat)
- Csath Magdolna–Feiler József–Pató Zsuzsanna: Akik eladnák a világot. A Multilaterális befektetési megállapodás (MAI) és következményei; Egyetemes Létezés Természetvédelmi Egyesület, Bp., 1998
- Kiút a globalizációs zsákutcából; Kairosz, Bp., 2001
- Stratégiai változtatásmenedzsment; Aula, Bp., 2001
- Ez a mi Európánk; Kairosz, Bp., 2003
- 2003, a fekete év; Kairosz, Bp., 2004
- Stratégiai tervezés és vezetés a 21. században. Felsőoktatási tankönyv; Nemzeti Tankönyvkiadó, Bp., 2004
- Egy éve az EU-ban. Ez még nem a mi Európánk; Kairosz, Bp., 2005
- Minőségstratégia – TQM. Felsőoktatási tankönyv; Nemzeti Tankönyvkiadó, Bp., 2005
- Globalizációs végjáték; Kairosz, Bp., 2008
- Interkulturális menedzsment. Vezetés eltérő kultúrákban; Nemzeti Tankönyvkiadó, Bp., 2008
- Innovációmenedzsment. Nemzetközi konferencia. Budapest, 2009. március 27.; szerk. Csath Magdolna; KJF Gazdálkodástudományi és Nemzetközi Menedzsment Intézet Gazdálkodási és Menedzsment Tanszék, Székesfehérvár, 2009
- Gazdag László: Magyarország úttévesztése avagy A rendszerváltás közgazdaságtana; tan. Csath Magdolna, Hermann Imre; Mundus, Bp., 2009 (Mundus-könyvek a pénzpolitika és a közgazdaságtan témaköréből)
- Innováció, versenyképesség, KKV-k. Budapest, 2010. november 5. Nemzetközi konferencia monográfia; szerk. Csath Magdolna; Kodolányi János Főiskola Gazdálkodási és Menedzsment Tanszék, Székesfehérvár, 2010
- Versenyképesség-menedzsment; Nemzeti Tankönyvkiadó, Bp., 2010
- Kit válasszunk? Választási iránytű; Kairosz, Bp., 2010
- Kiművelt emberfők nélkül?; Kairosz, Bp., 2011
- Üzletimodell-innováció; Nemzeti Tankönyvkiadó, Bp., 2012
- Honnan, hová? Süllyedünk vagy emelkedünk?; Kairosz, Bp., 2013
- Közgazdaságtan. Társadalom-gazdaságtan, makroökonómiai alapok; szerk. Csath Magdolna; Nemzeti Közszolgálati Egyetem, Bp., 2014
- Rendszerváltás a gazdaságban avagy Hogyan tűnt el a magyar ipar?; Kairosz, Bp., 2015
- Regionális versenyképességi tanulmányok; szerk. Csath Magdolna; Nemzeti Közszolgálati Egyetem Államkutatási és Fejlesztési Intézet, Bp., 2016
- A múltból a jövőbe. Gazdasági-társadalmi dilemmáink; Kairosz, Bp., 2017
- A holnap ma kezdődik; Kairosz, Bp., 2018
- A versenyképesség-mérés változásai és új irányai; szerk. Csath Magdolna; Dialóg Campus, Bp., 2019
- Bevesszük a kanyart? Tudás, érték, jövő; Kairosz, Bp., 2019
- A fenntarthatóság árnyalatai; szerk. Csath Magdolna; Ludovika Egyetemi, Bp., 2020

## Kitüntetések, díjak
- 1984 A Stratégiai Tervezés című könyvért Az év legjobb vezetési-közgazdaságtani szakkönyve díj.
- 1990-91 „L. J. Buchan Distingushed Professor” cím és díj, USA
- 2008 Szent-Györgyi Albert-díj
- 2008 és 2013 Pest megye Önkormányzata Tudományos Díja
- 2015 Wekerle Sándor Tudományos Életmű Díj
- 2015 „A magyar gazdaságért” kitüntetés
- 2015 A Magyar Érdemrend tisztikeresztje[3]
- 2023 A Magyar Érdemrend középkeresztje